# 诺曼底模式

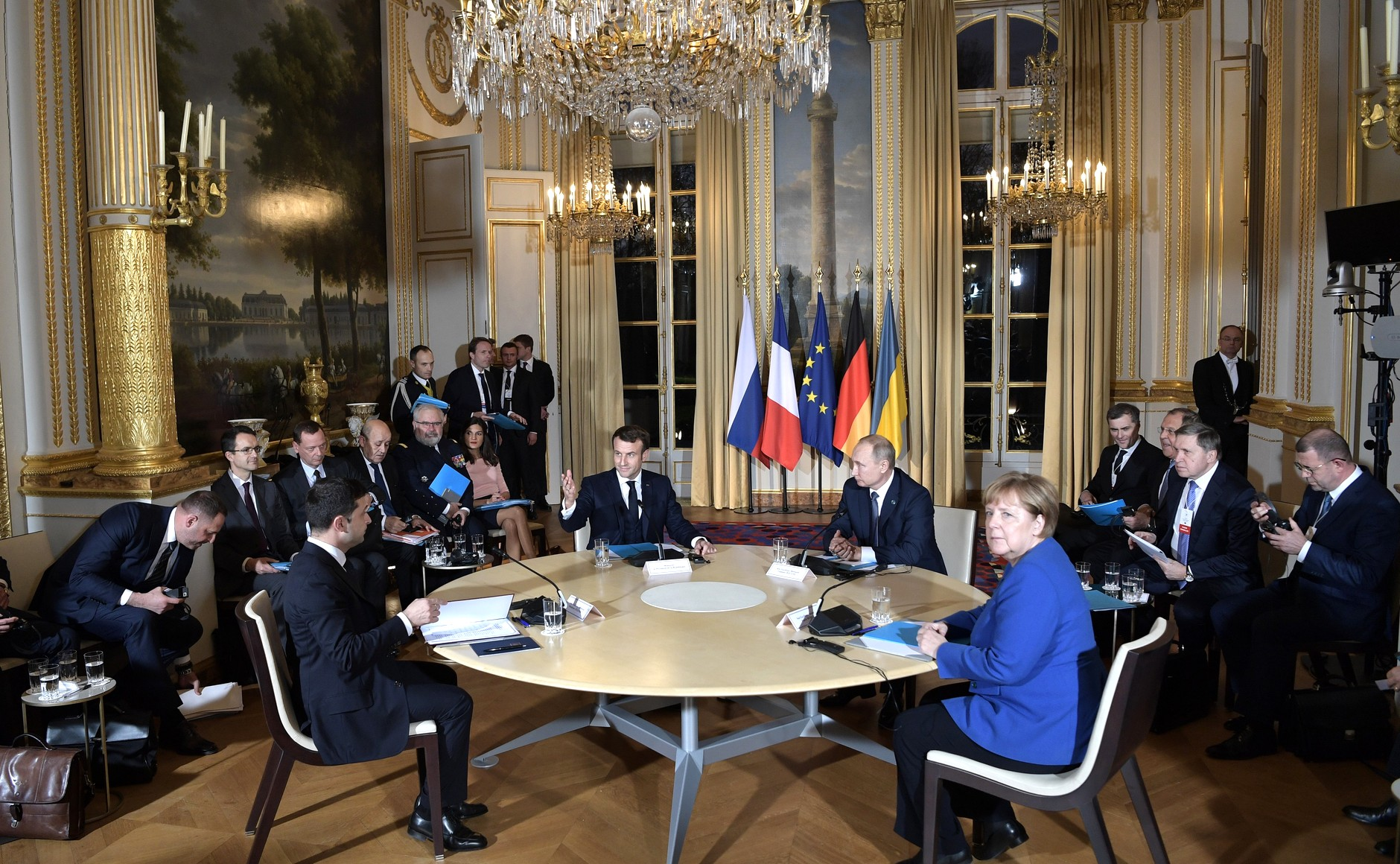
2019年12月9日于巴黎举行的“诺曼底模式”会谈

诺曼底模式会谈（也被称为“诺曼底联络小组”）由德国、俄罗斯、乌克兰与法国參與，于法国诺曼底地区进行了非正式会谈，目標努力解决顿巴斯战争问题。“诺曼底模式”这一名称来于2014年诺曼底登陆70周年庆祝活动期间。

## 創作和構圖
該會議於2014年6月6日首次舉行，由法國、德國、俄羅斯和烏克蘭的領袖在诺曼底登陆70周年庆祝活动期间的間隙會面。它主要透過領袖和各自外交部長之間的電話會議或面對面會議進行。諾曼底會議有時會擴大至包括白俄羅斯、義大利和英國。

## 會議

### 2014
2014年的早期會談促成了三邊聯絡小組的成立，以促進俄羅斯和烏克蘭之間的進一步會談。這一點連同通過諾曼底模式進行的調解，促成了明斯克協議的簽署。該協議於2014年9月簽署，概述了頓巴斯地區和克里米亞和平的幾項條款。

### 2015
在2015年初關係持續破裂後，諾曼底模式於2015年2月11日至12日在白俄羅斯舉行會議。是次由法國-德國聯合外交計劃促成的，計劃在明斯克通宵談判16個多小時。包括計劃新明斯克協議以及烏克蘭國內改革。
從2016年到2019年秋季，談判和會談停滯不前。

### 2019
烏克蘭總統澤連斯基在2019年5月的就職演說中將與俄羅斯的和平談判列為首要任務。他在7月通過YouTube邀請其他國家進行對話時重申了這一優先事項。他說：「讓我們討論一下克里米亞屬於誰，誰不屬於頓巴斯地區」。
2019年7月18日，三邊聯絡小組商定了一項「全面」停火和仲裁。
2019年9月初，法國總統埃马纽埃尔·马克龙和俄羅斯總統弗拉基米尔·普京表示，他們打算舉行諾曼底式會議。9月21日，自2016年在柏林舉行的諾曼底格式會議以來，「持續爭吵」被認為導致「政治拉鋸戰」。9月下旬，美國總統唐納德·特朗普和澤倫斯基之間的電話，後者將法國和德國的支援描述為冷淡，損害澤倫斯基在歐洲的形象。10月10日，澤倫斯基重申其立場。10月16日，法國和德國領導人決定舉行另一場諾曼底模式會議。

### 2022
四個國家領袖於2022年1月26日在巴黎舉行諾曼底模式會議，背景是2022年俄羅斯入侵烏克蘭的前奏2021年—2022年俄乌危机，隨後法國總統和俄羅斯總統於1月28日進行電話交談。四國領袖確認支持新明斯克協議，並承諾解決現有分歧。他們支持無條件停火，並支持加強2020年7月22日的停火，這與他們對實施新明斯克的其他部分的分歧無關。計劃於兩週後在柏林舉行後續會議，2月10日舉行的為期九小時的諾曼底模式會議結束時，沒有就聯合宣告達成一致，但計劃在3月再次會晤。在2022年2月24日俄羅斯入侵烏克蘭後，會議從未舉行。澤連斯基後來宣佈，由於俄羅斯的行動，諾曼底模式已經被「摧毀」。法國和德國繼續參與兩國之間的2022年至今的俄烏和平談判，同時也參向烏克蘭提供援助，同時譴責俄羅斯入侵。

## 與會領袖

### 2014–2017

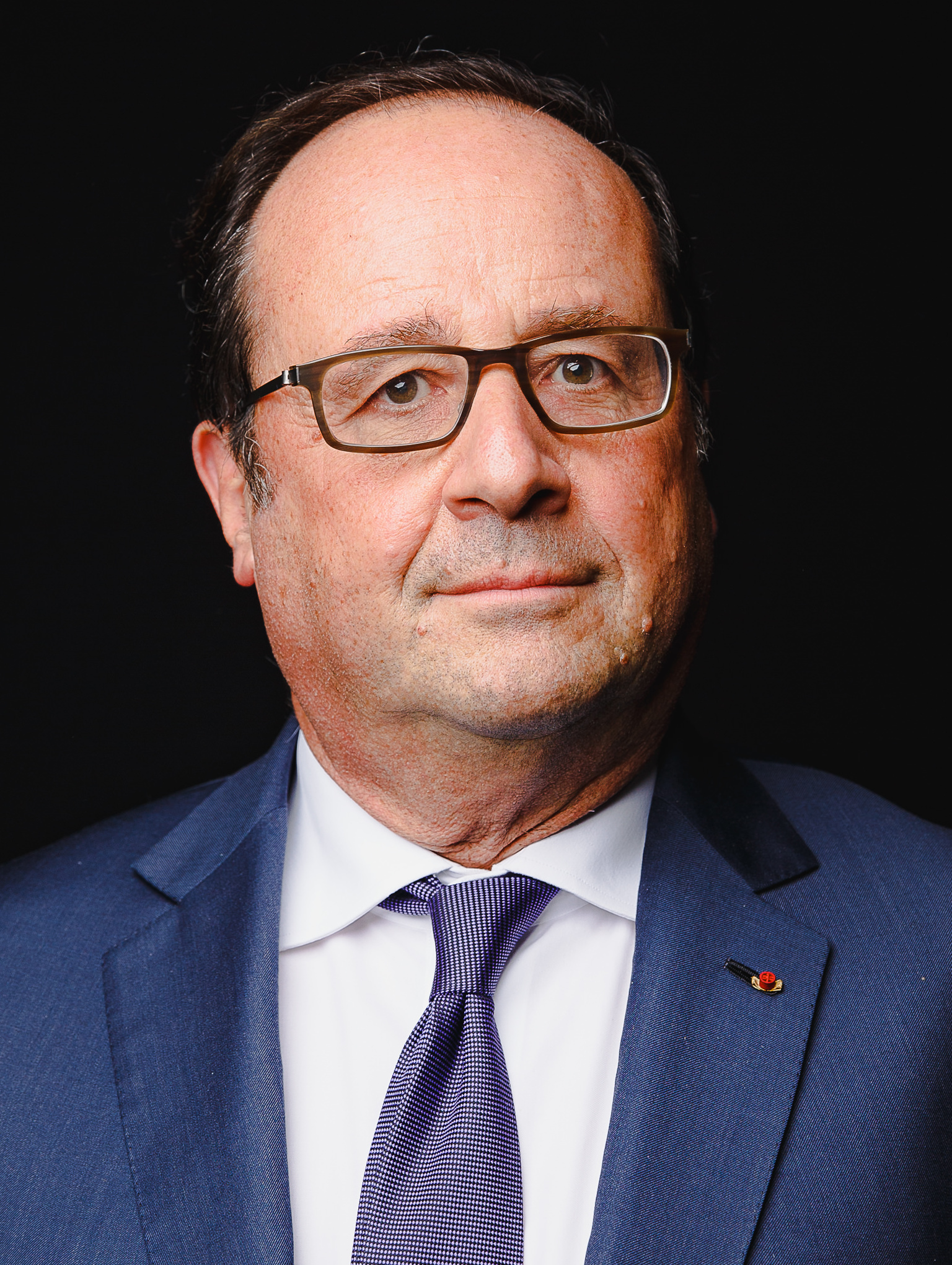
法國 弗朗索瓦·奧朗德, 總統
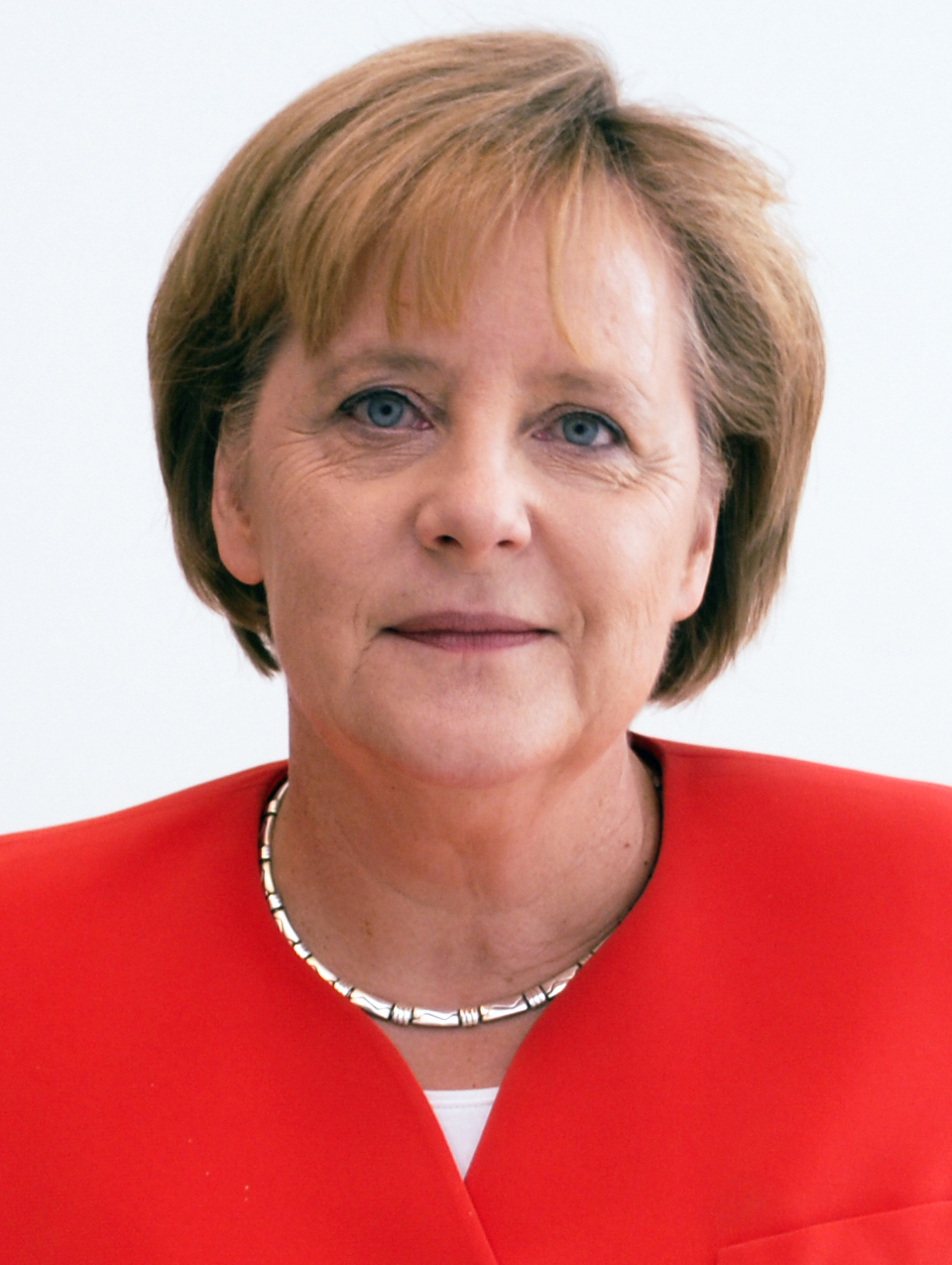
德國 安吉拉·默克爾, 德國總理
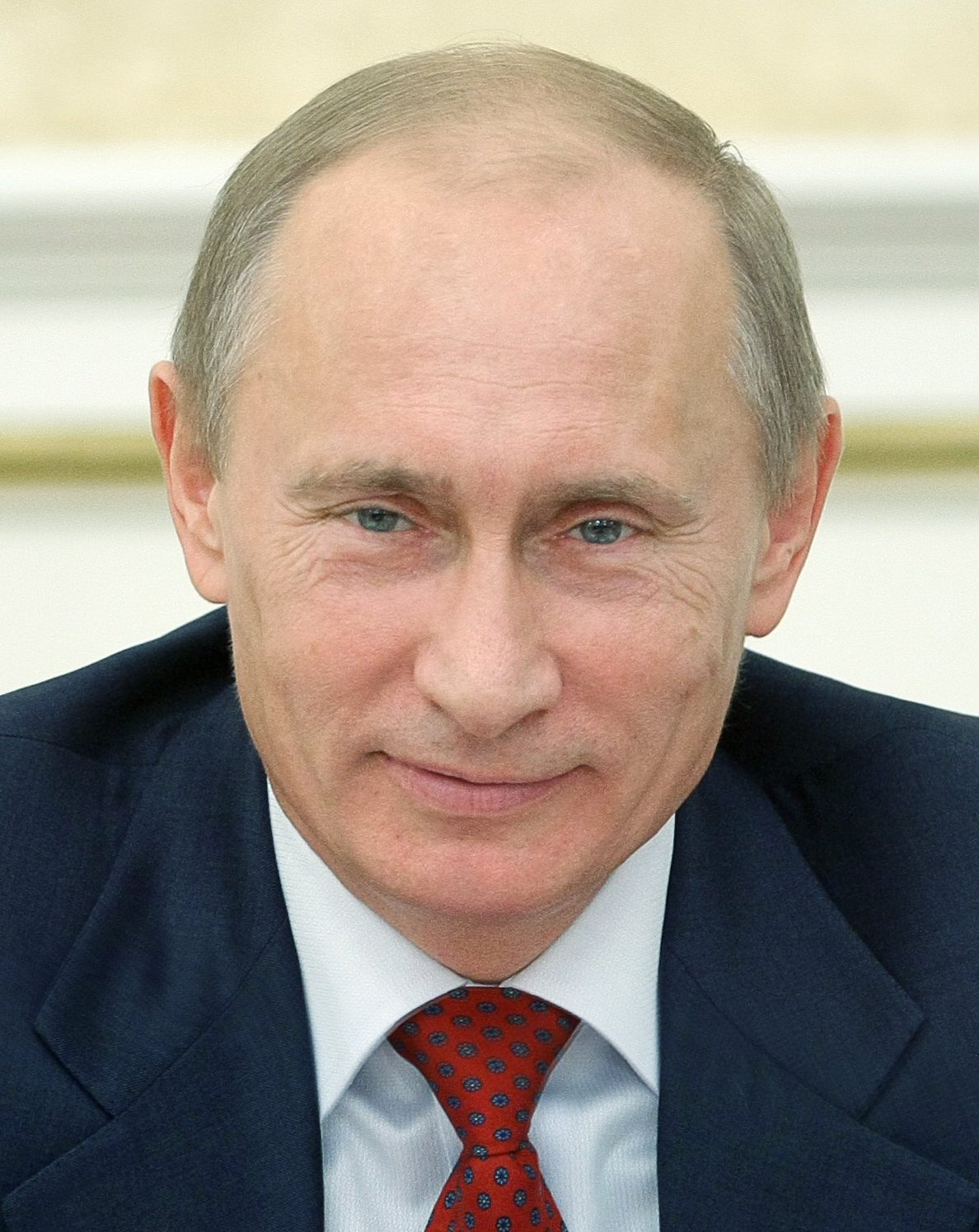
俄羅斯 弗拉基米尔·普京, 總統
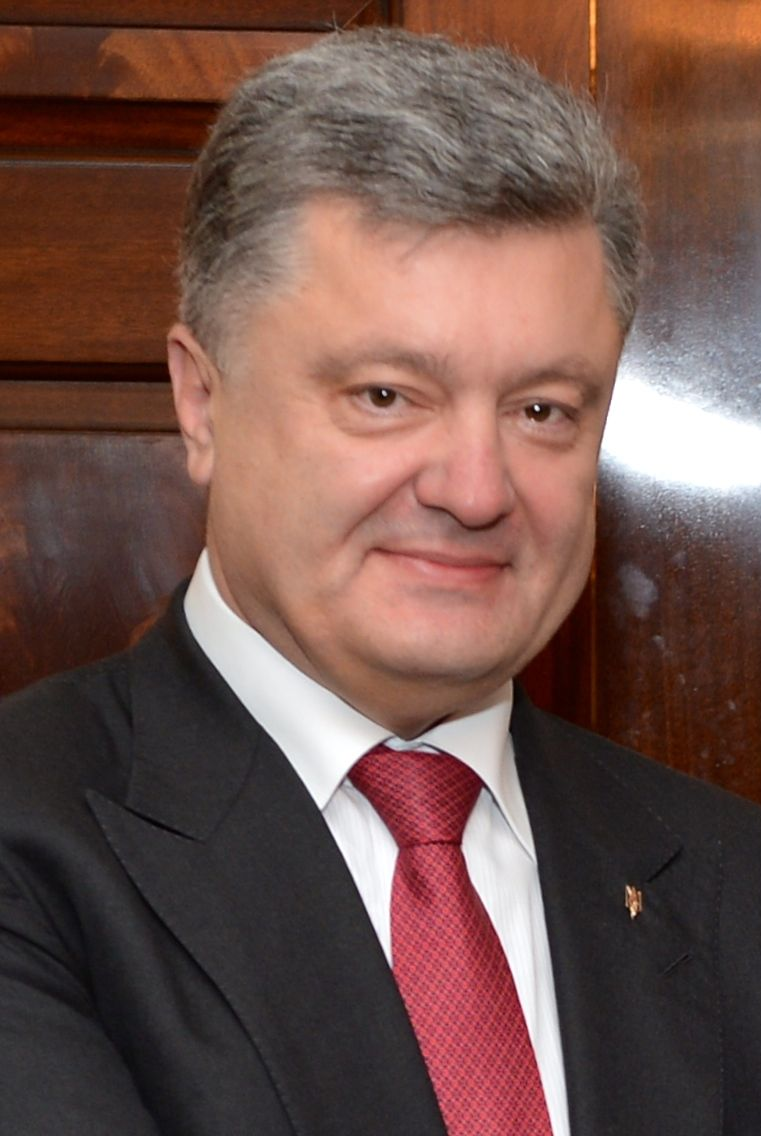
烏克蘭 彼得·波洛申科, 總統

### 2017–2019

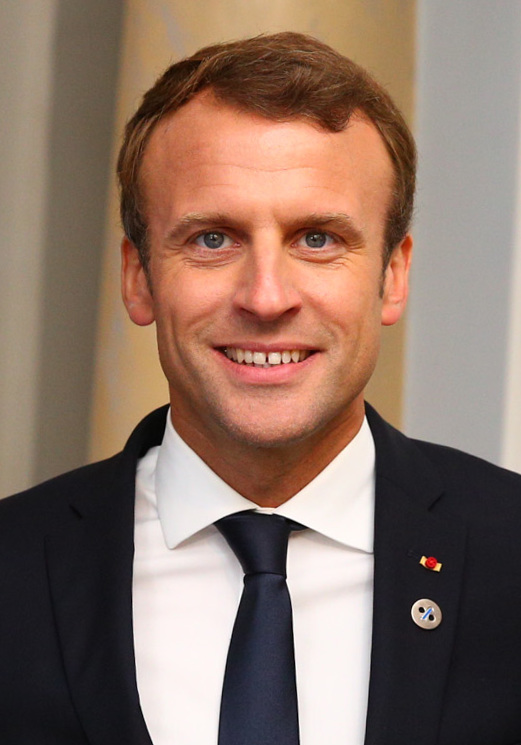
法國 埃马纽埃尔·马克龙, 總統
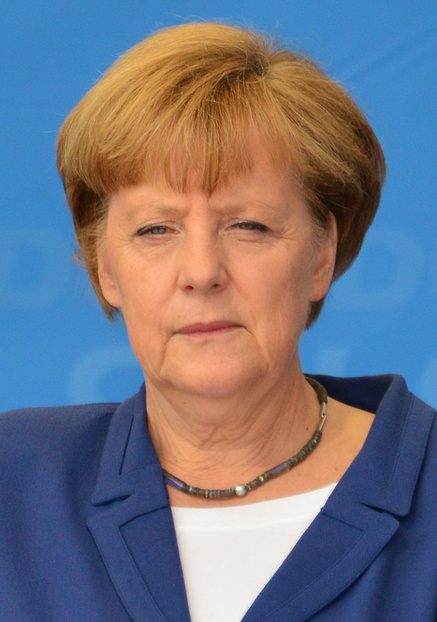
德國 安吉拉·默克爾, 德國總理
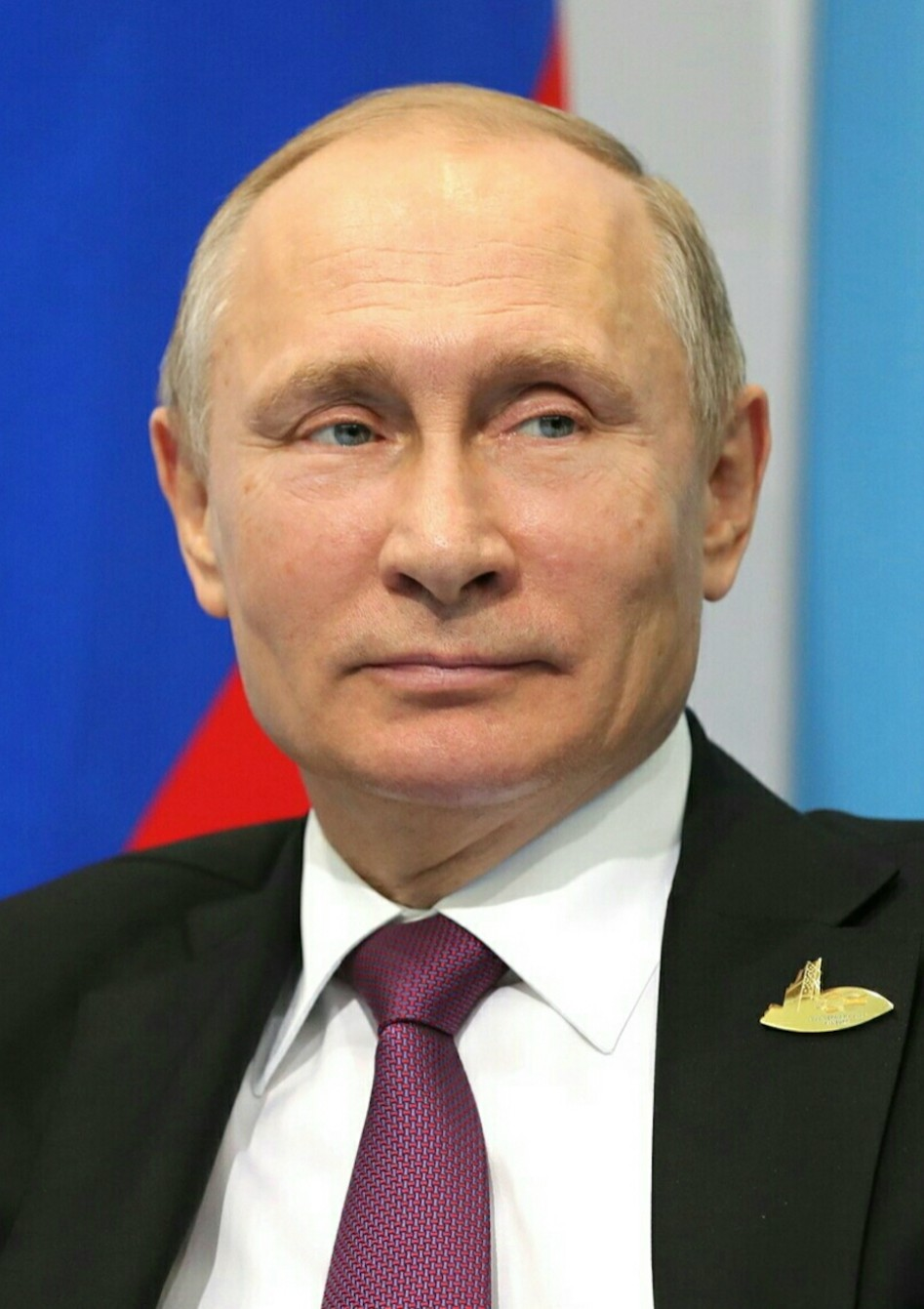
俄羅斯 弗拉基米尔·普京, 總統
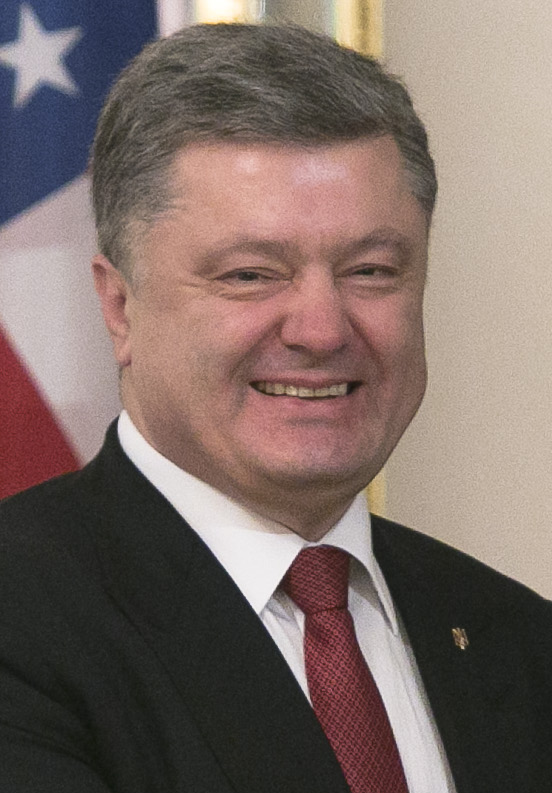
烏克蘭 彼得·波洛申科, 總統

### 2019–2021

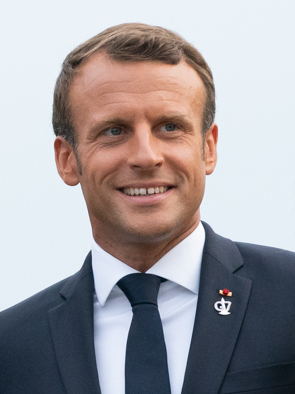
法國 埃马纽埃尔·马克龙, 總統
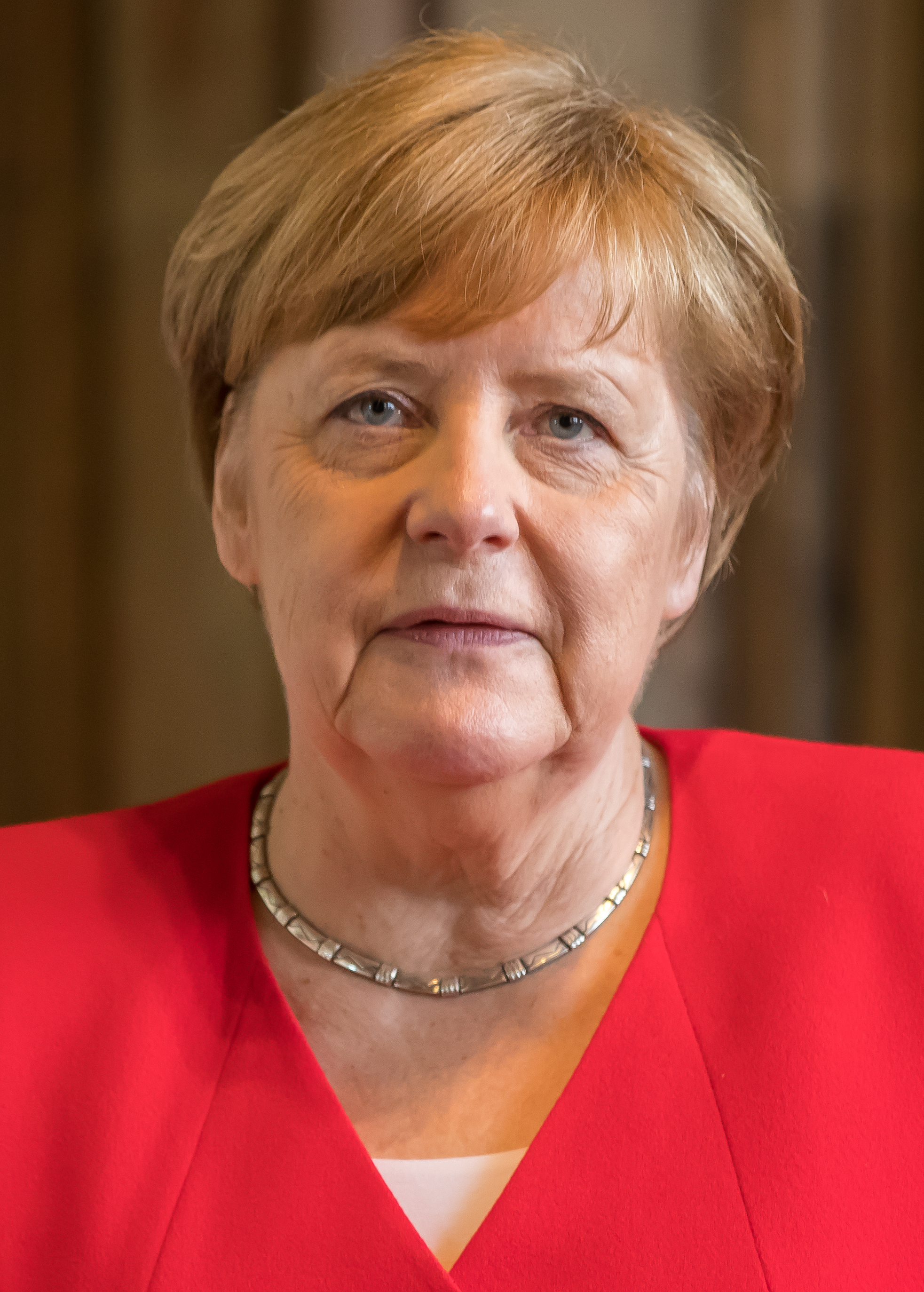
德國 安吉拉·默克爾, 總理
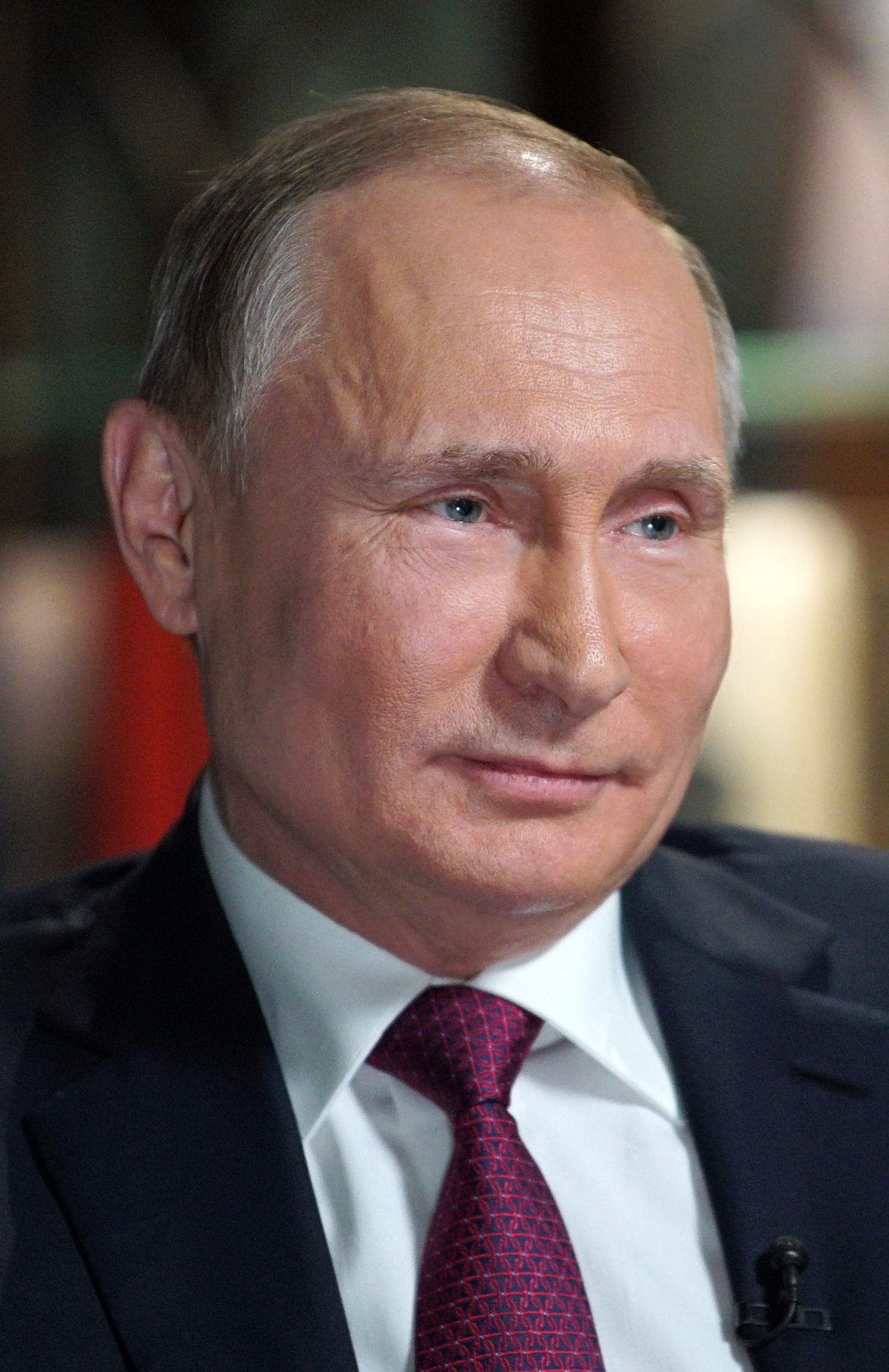
俄羅斯 弗拉基米尔·普京, 總統
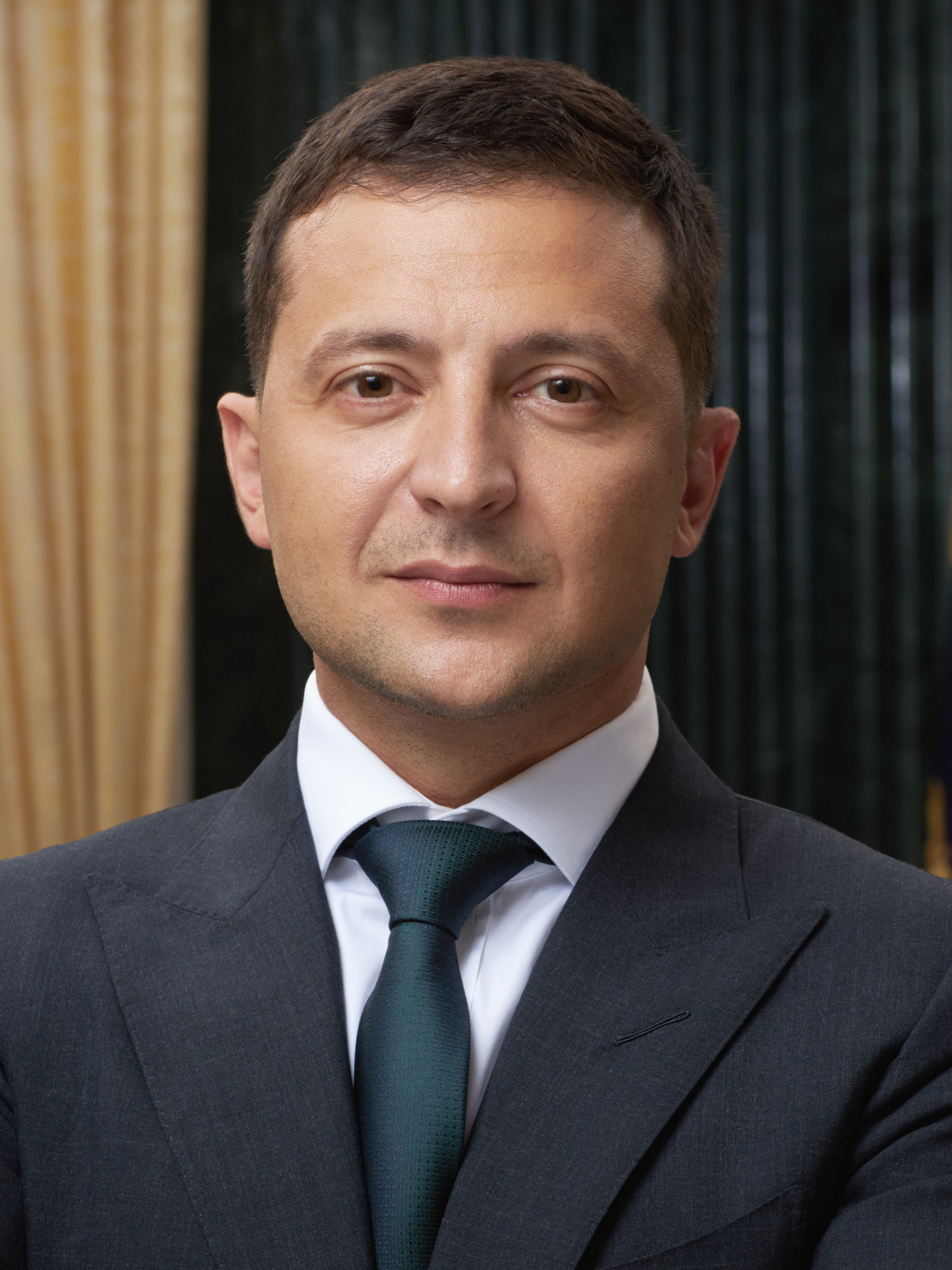
烏克蘭 弗拉基米尔·泽连斯基, 總統

### 2021–現在

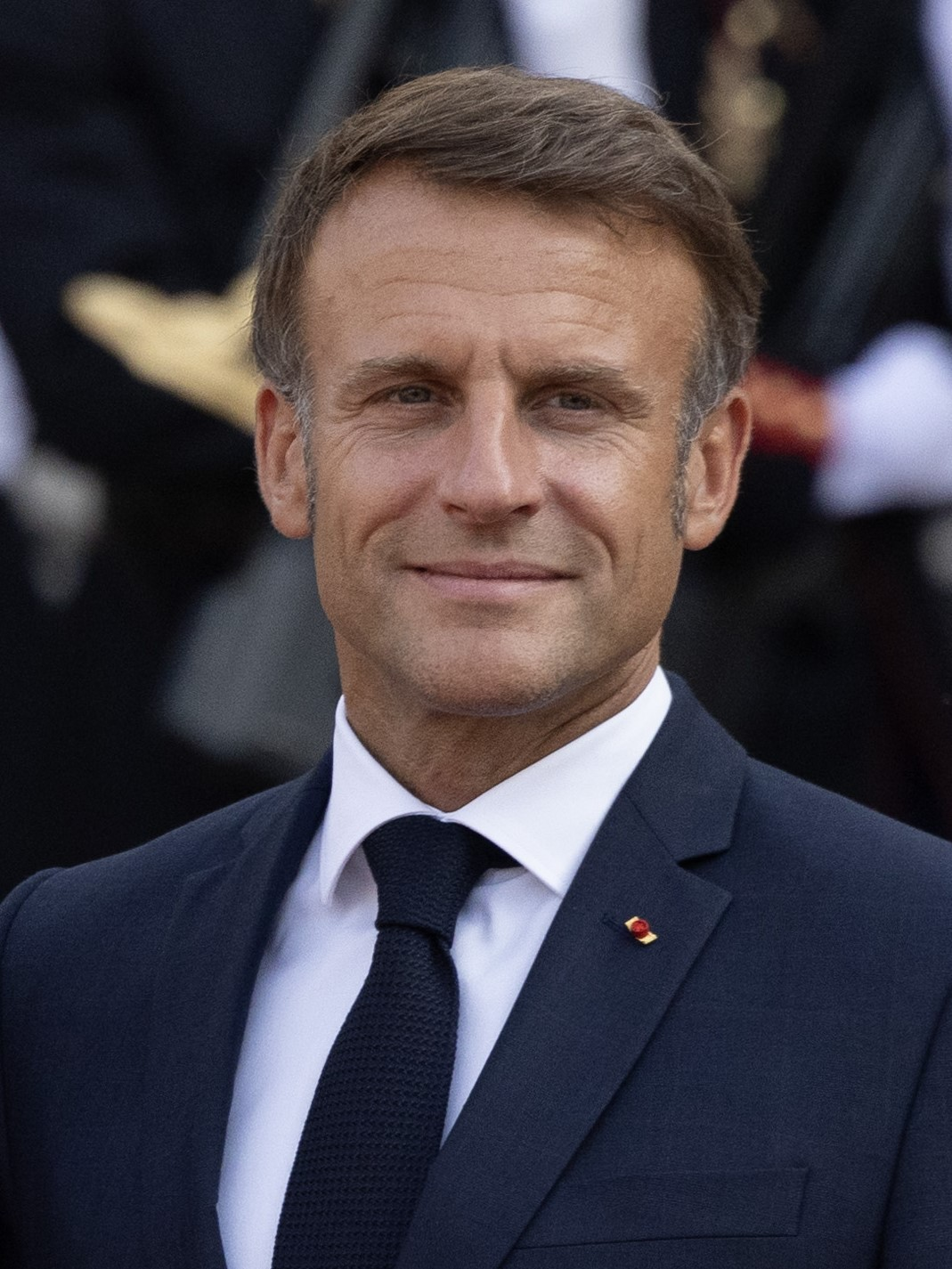
法國 埃马纽埃尔·马克龙, 總統
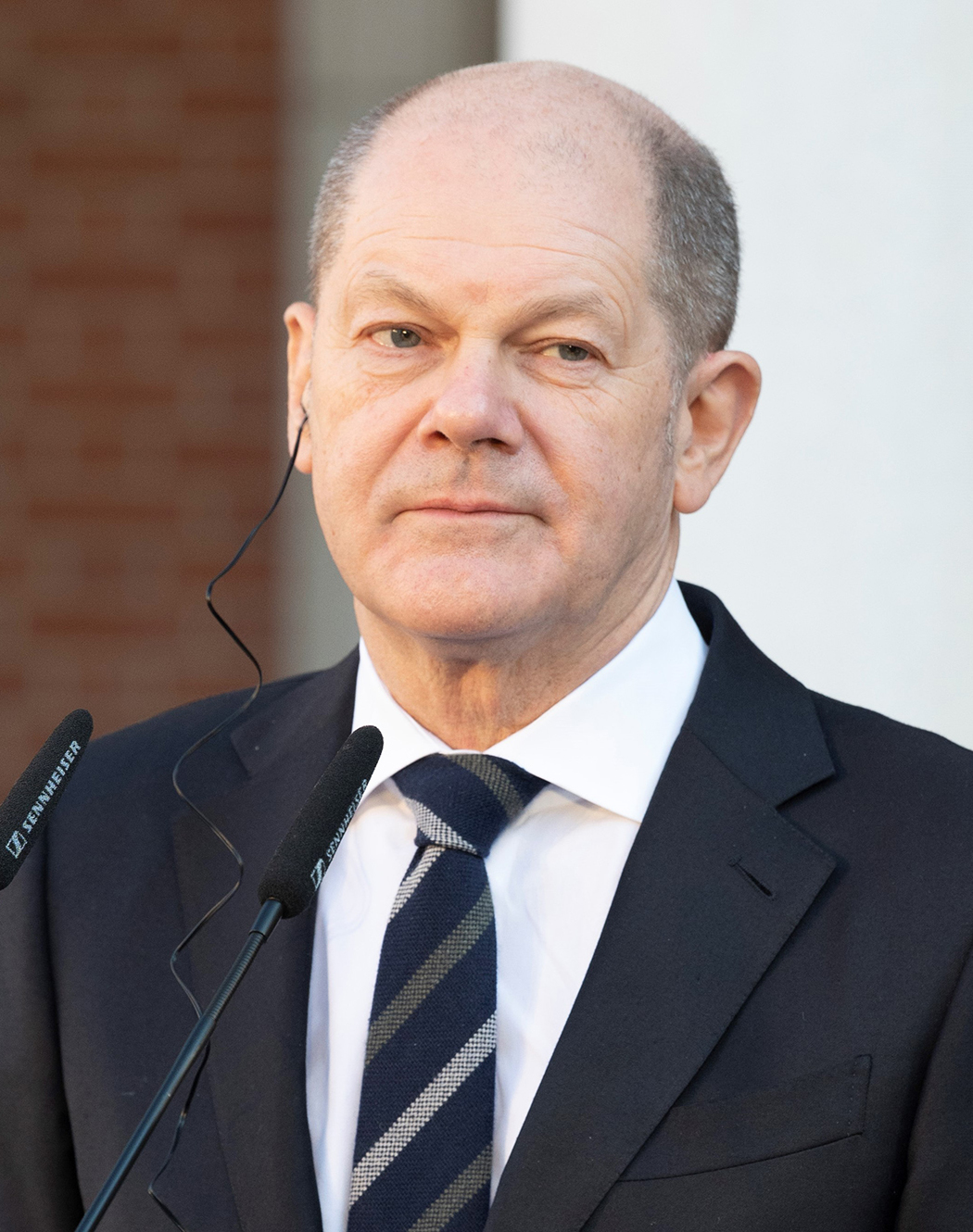
德國 奥拉夫·朔尔茨, 德國總理
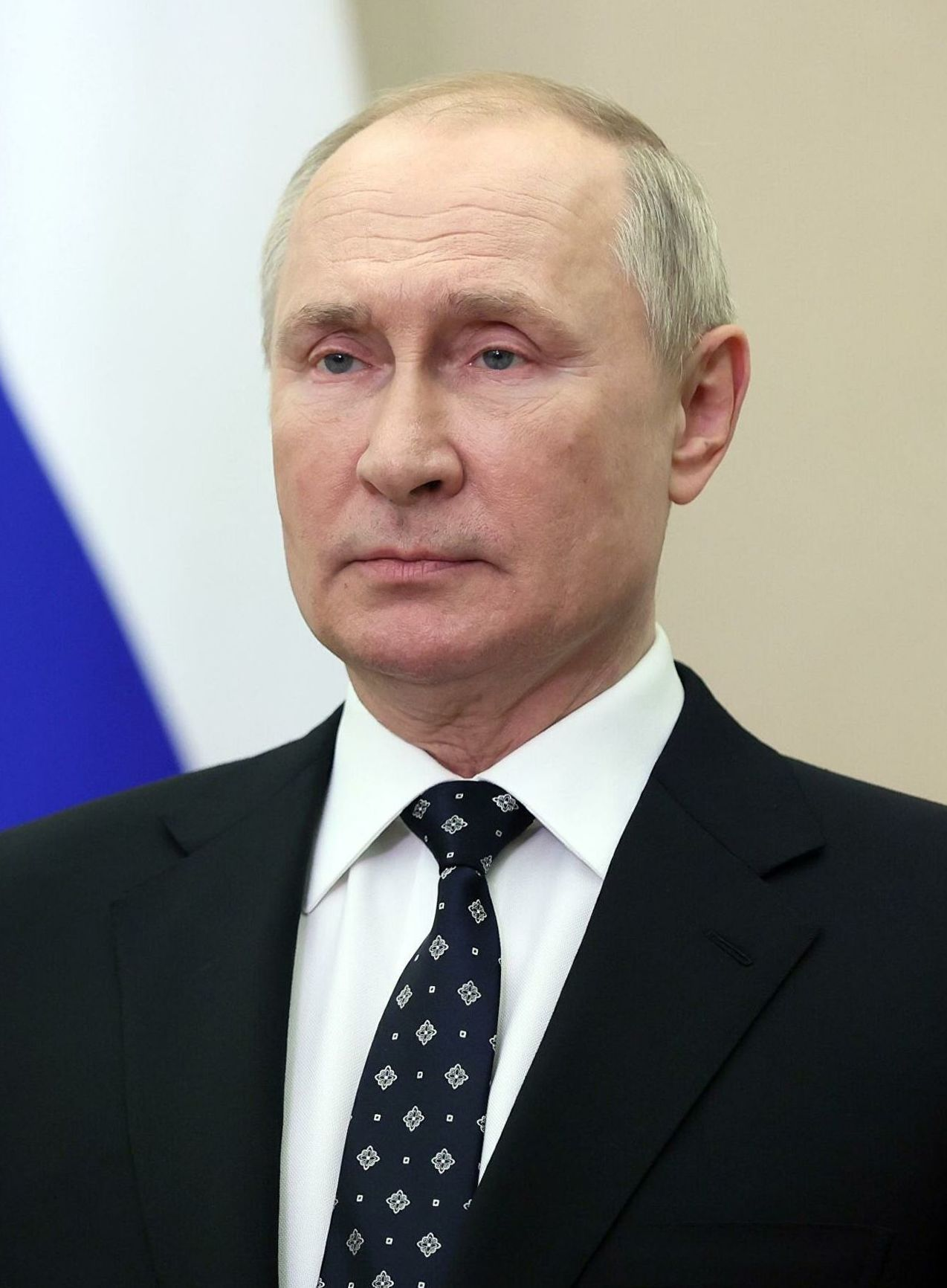
俄羅斯 弗拉基米尔·普京, 總統
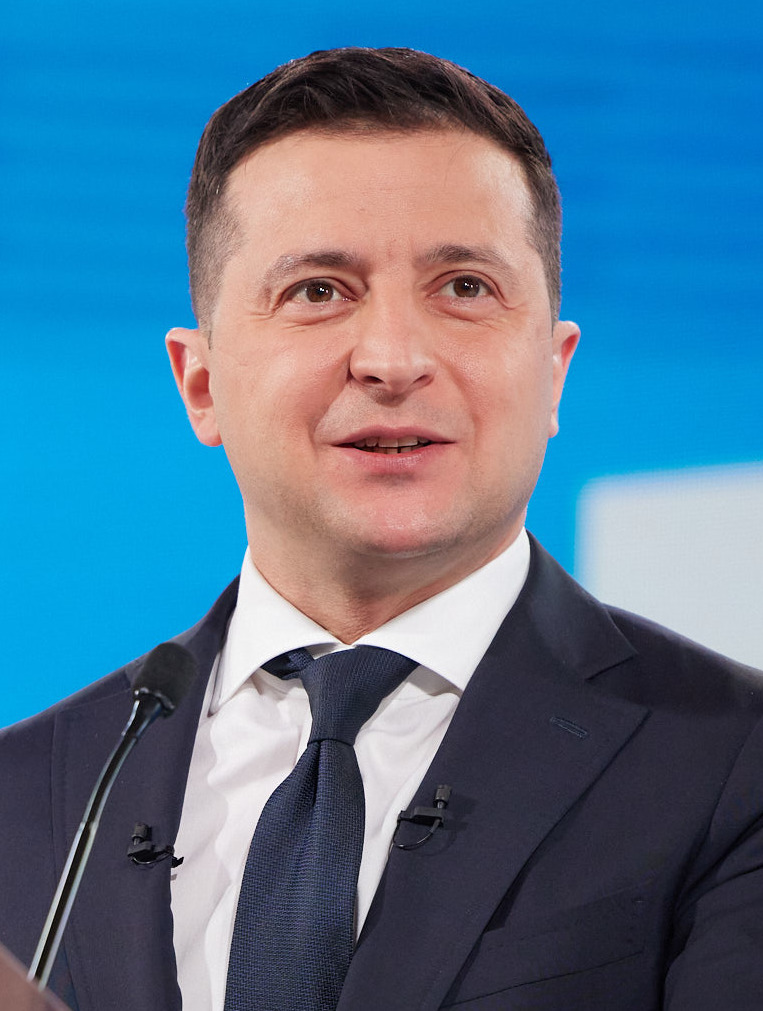
烏克蘭 弗拉基米尔·泽连斯基, 總統

## 歷屆
前六次會議於2014年至2019年舉行。
1. 法國諾曼底贝朗格勒维尔贝努维尔城堡（法语：Château de Bénouville） — 2014年6月6日——慶祝諾曼底登陸70週年時舉行第一次會議
2. 義大利米蘭 —2014年10月16日至17日——作為亞歐會議的一部分[5]
3. 白俄羅斯明斯克 — 2015年2月11日至12日—— 簽署新明斯克協議
4. 法國巴黎——2015年10月2日
5. 德國柏林— 2016年10月19日
6. 法國巴黎 — 2019年12月9日
7. 法國巴黎 — 2022年1月26日[21][22][23]
8. 德國柏林 — 2022年2月10日[23][26]